# Etta Zuber Falconer
Pour les articles homonymes, voir Falconer.
Etta Zuber Falconer (née le 21 novembre 1933 à Tupelo dans le Mississippi et mort le 19 septembre 2002 à Atlanta) est une mathématicienne et universitaire américaine, qui a été l'une des premières afro-américaines à recevoir un doctorat en mathématiques. Elle est fondatrice de la National Association of Mathematicians.

## Famille
Etta Zuber est née à Tupelo, dans le Mississippi, fille de Walter A. Zuber, un médecin, et Zadie L. Montgomery Zuber, une musicienne. Les Zuber ont deux filles, Etta étant la plus jeune et Alice la plus âgée. Tout en enseignant au Junior College d'Okolona, Mississippi, Etta rencontre et épouse Dolan Falconer, un entraîneur de basket-ball. Ils ont trois enfants – Dolan Falconer Jr, qui est devenu ingénieur nucléaire; Alice Falconer Wilson, pédiatre; et Walter Zuber Falconer, urologue.

## Formation
Etta Falconer est scolarisée dans le système scolaire public à Tupelo, diplômée de la George Washington High School en 1949. À l'âge de 15 ans, elle entre à l'université Fisk à Nashville, dans le Tennessee, où elle obtient un diplôme en mathématiques et en chimie, summa cum laude en 1953,. Alors qu'elle est à Fisk, Falconer est intronisée dans la fraternité étudiante universitaire Phi Beta Kappa C'est à Fisk qu'elle rencontre Joyce Venable Gould, Gloria Conyers Hewitt et Vivienne Malone-Mayes, ils formeront un groupe d'amis durant leurs carrières, et surtout Evelyn Boyd Granville qui s'est engagée dans la facilitation de l'accès des femmes noires aux doctorats en mathématiques.
Elle poursuit ses études à l'université du Wisconsin à Madison, où elle obtient un master en mathématiques, en 1954. Elle se sent isolée dans cette université, et décide de ne pas poursuivre ses études doctorales mais de retourner dans le Mississippi pour enseigner. Sa famille s'installe en 1965 à Atlanta, où elle poursuit ses études à l'université Emory, et elle obtient un doctorat en mathématiques, en 1969, avec une thèse sur l'algèbre abstraite intitulée Quasigroup Invariant Under Isotopy sous la direction de Trevor Evans.
Pour aider dans la mise en place d'un service informatique, alors qu'elle est à la tête du département de mathématiques du Spelman College (en), elle reprend ses études à l'Atlanta University (en), où elle obtient un master en informatique, en 1982.

## Activités d'enseignement
Etta Falconer a commencé sa carrière d'enseignante en 1954 au Junior College d'Okolona, où elle a rencontré et épousé Dolan Falconer. Elle est restée à Okolona jusqu'en 1963, quand elle a accepté un poste à l'école secondaire Howard à Chattanooga, dans le Tennessee, où elle a enseigné l'année scolaire 1963-1964. Lorsque son mari reçoit une proposition pour un poste d'entraîneur au Morris Brown College (en) en 1965, la famille déménagea à Atlanta, qui est aussi le site du Spelman College, université traditionnellement noire.
La mère de Falconer avait étudié à Spelman, et Falconer a approché le chef du département de mathématiques, lui disant qu'elle voulait y enseigner,. Elle a été nommée instructeur en 1965. Falconer est nommée professeure associée, quittant Spelman, en 1971, pour rejoindre le département de mathématiques de l'université d'État de Norfolk, où elle a enseigné pendant l'année scolaire 1971-1972. Falconer retourne à Spelman en tant que professeure de mathématiques et chef du département de mathématiques.
Falconer a consacré 37 ans de sa vie à l'enseignement des mathématiques et à l'amélioration de l'enseignement des sciences au Spelman College. Ainsi, elle déclare en 1995 : « toute ma carrière a été consacrée à l'augmentation du nombre de femmes afro-américaines dans les mathématiques et aux carrières liées aux mathématiques. »,.
Elle meurt à l'hôpital de l'université Emory, le 19 septembre 2020.

## Prix et distinctions
En 1995, Falconer est distinguée par l'Association for Women in Mathematics, qui lui décerne le prix Louise Hay pour des réalisations remarquables dans l'enseignement des mathématiques, puis en 2001, l'Académie américaine des arts et des sciences lui décerne le Mentor Award for Lifetime Achievement.
Depuis 1996, l'Association for Women in Mathematics et la Mathematical Association of America attribuent conjointement la Conférence Falconer pour mettre à l'honneur « des femmes qui ont fait des contributions exceptionnelles pour les sciences mathématiques ou l'enseignement des mathématiques ». Cette distinction porte son nom depuis 2004, « à la mémoire de la vision profonde de Falconer et ses réalisations dans l'amélioration de la circulation des minorités et des femmes dans les carrières scientifiques ».